# Zbrodnia w Lesie Giełczyńskim

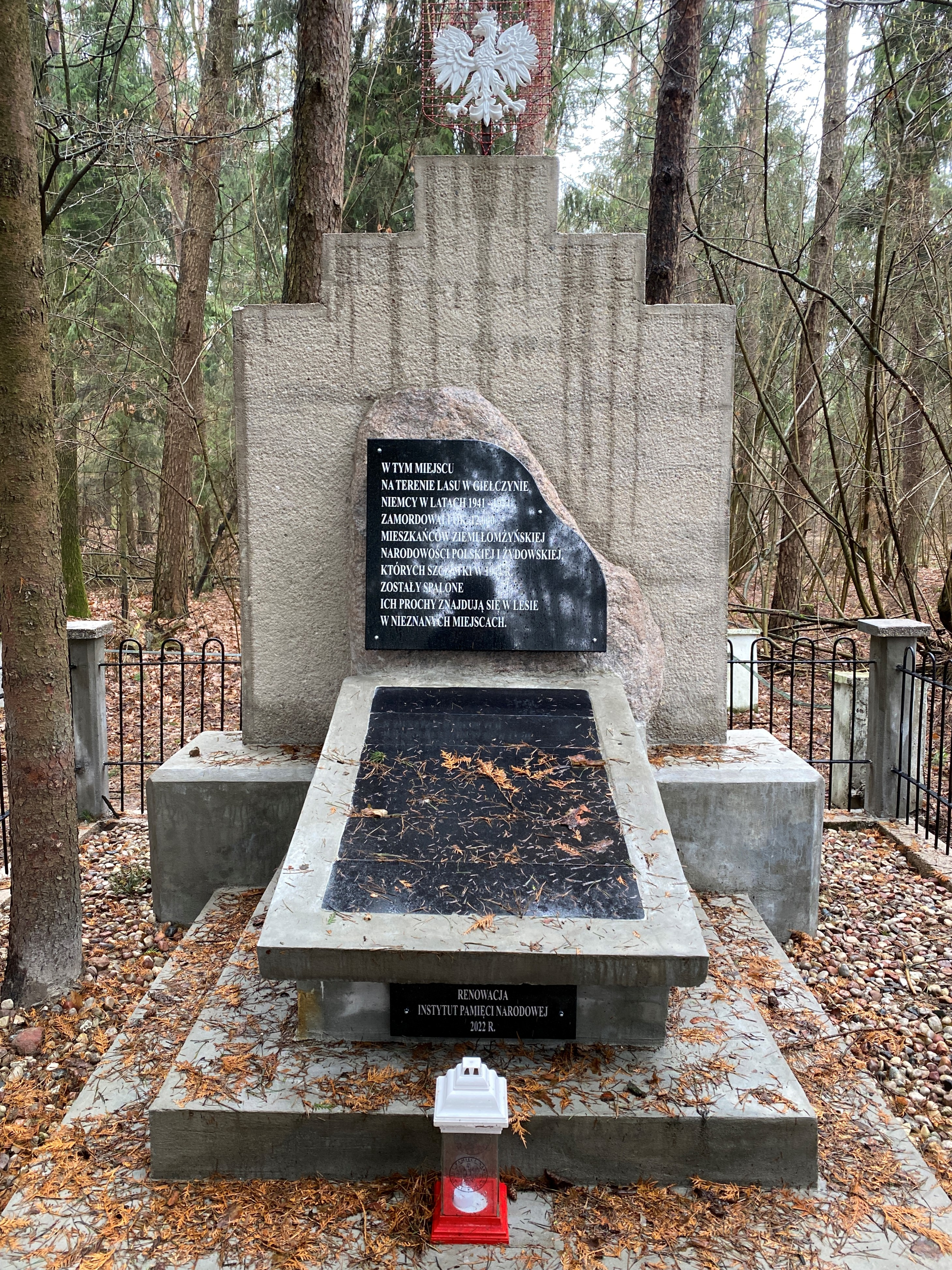
Odnowiony pomnik na miejscu zbrodni

Zbrodnia w Lesie Giełczyńskim – masowe mordy dokonywane przez Niemców od lipca 1941 do września 1944 w pobliżu Giełczyna na ludności żydowskiej z getta w Łomży i okolicznych miejscowości oraz na więźniach politycznych i inteligencji z Łomży. 
Zgodnie z wyliczeniami Sądu Grodzkiego w Łomży w Lesie Giełczyńskim zamordowano ok. 12 tys. osób, wśród których było ok. 7 tys. Żydów.

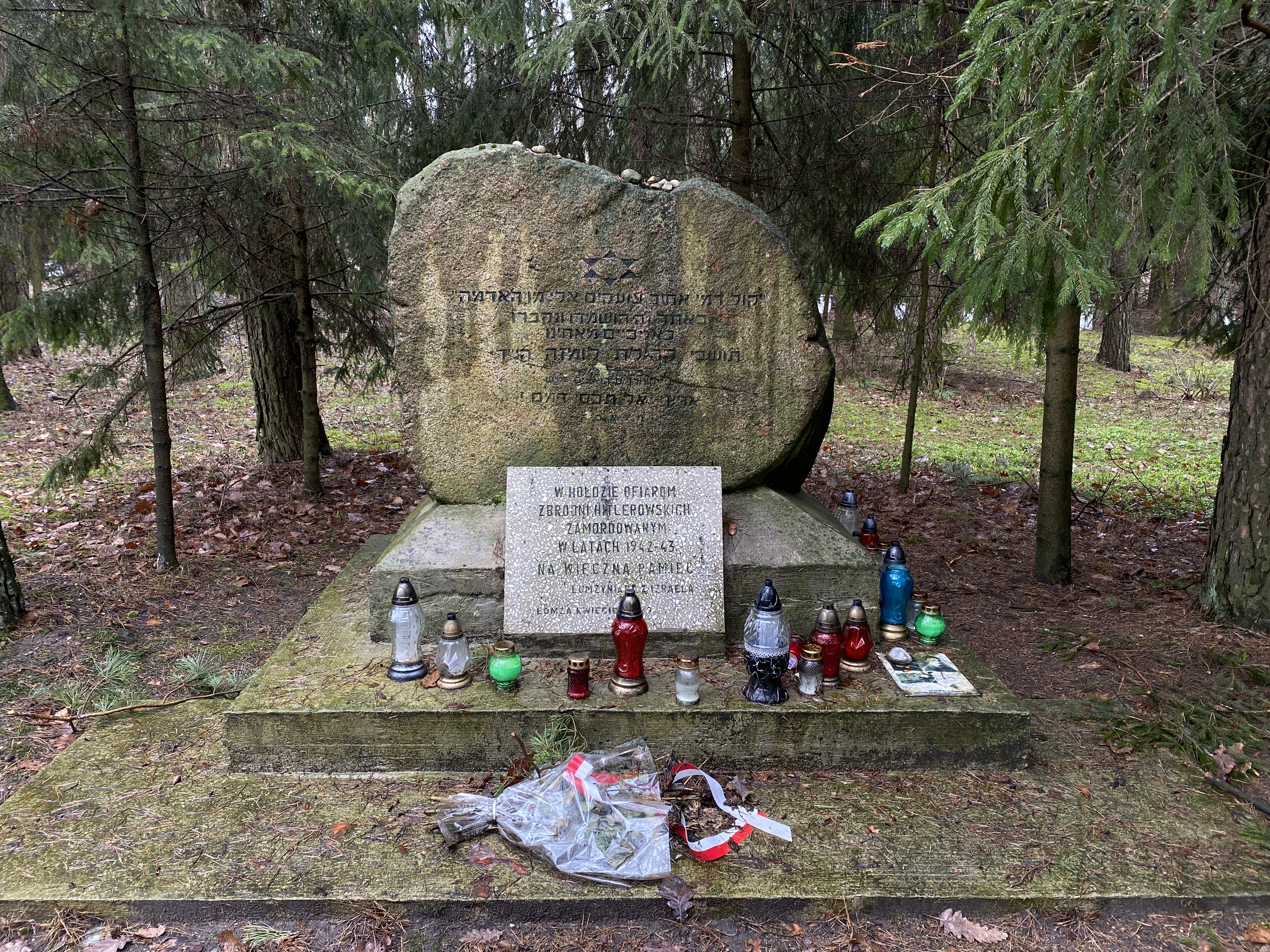
Pomnik w kształcie macewy

Niemcy do realizacji masowych mordów wykorzystali tereny poligonu Wojska Polskiego, jak również wybudowany przez Rosjan obóz wojskowy. Do egzekucji wykorzystano rowy przeciwlotnicze, leje po bombach, jak również nowo wykopane doły przez zmuszoną do tego okoliczną ludność. Do lata 1944 wykonywano tu egzekucje. W związku ze zbliżającym się frontem Sonderkommando 1005 chcąc zatrzeć ślady zbrodni, przywiozło grupę polskich więźniów z łomżyńskiego więzienia i nakazano im wykopanie i spalenie jak największej liczby zwłok. Po kilku dniach pracy Niemcy rozstrzelali polskich więźniów.

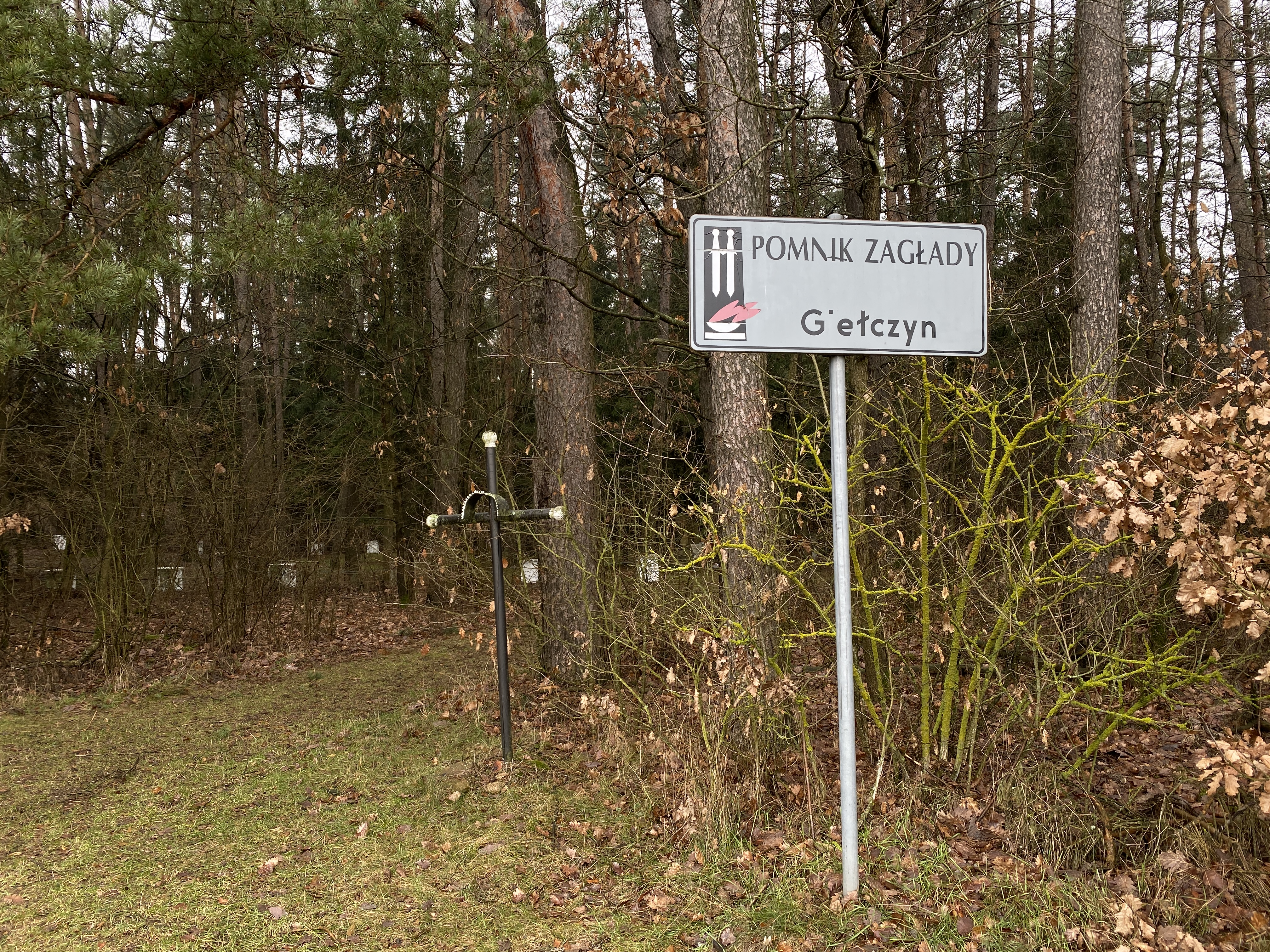
Tablica informująca o miejscu pamięci

W lesie znajdują się cztery groby o wymiarach 4×4 m oraz dwie studnie i kilka innych dołów, których ilość trudno ustalić, w których chowano zwłoki pomordowanych. Relacje świadków, jak również dokumenty źródłowe wskazują, że terenem największych zbrodni i zarazem pochówków był obszar w głębi lasu, w rejonie pomnika z 1967, na terenie wybudowanego w 1941 przez wojska radzieckie obozu wojskowego. Jak do tej pory nie ustalono miejsca palenia zwłok, jak również innych miejsc kaźni.
1 września 1958 roku Polski Czerwony Krzyż przeprowadził w Lesie Giełczyńskim ekshumację znalezionych, a nie zniszczonych zwłok. Ekshumowano 146 niezidentyfikowanych ofiar, które pochowano w zbiorowej kwaterze na nieistniejącym już dzisiaj cmentarzu wojskowym w Łomży.

## Upamiętnienie
W 1963 wybudowano pomnik zaprojektowany przez Czesława Myślińskiego, zlokalizowany na jednej z masowych mogił na wschodnim skraju lasu, tuż przy drodze leśnej. Widnieje na nim napis „Miejsce kaźni dwunastu tysięcy mieszkańców ziemi łomżyńskiej zamordowanych przez faszystów hitlerowskich w latach 1941–1944”. W 2022 zapowiedziano odnowienie pomnika przez białostocki oddział Instytutu Pamięci Narodowej.
W 1967 i 1973 r. na drugiej masowej mogile odsłonięto dwa kolejne pomniki – jeden z nich w kształcie macewy z napisem: „Miejsce kaźni ludności żydowskiej z powiatu łomżyńskiego wymordowanej przez hitlerowców w 1943 r. ZBoWiD”. Zamieszczono także tablicę z napisem „Miejsce masowej kaźni ludności żydowskiej z powiatu łomżyńskiego w liczbie około 2000 osób wymordowanej przez barbarzyńców hitlerowskich w latach 1942–1943, Giełczyn 1973 r. ZBoWiD w Łomży”.